# Ptinus chrysomeloides
Ptinus chrysomeloides is een keversoort uit de familie klopkevers (Ptinidae). De wetenschappelijke naam van de soort werd in 1792 gepubliceerd door Johann Gottlieb Kugelann.